# Sistema de bondes de Toronto

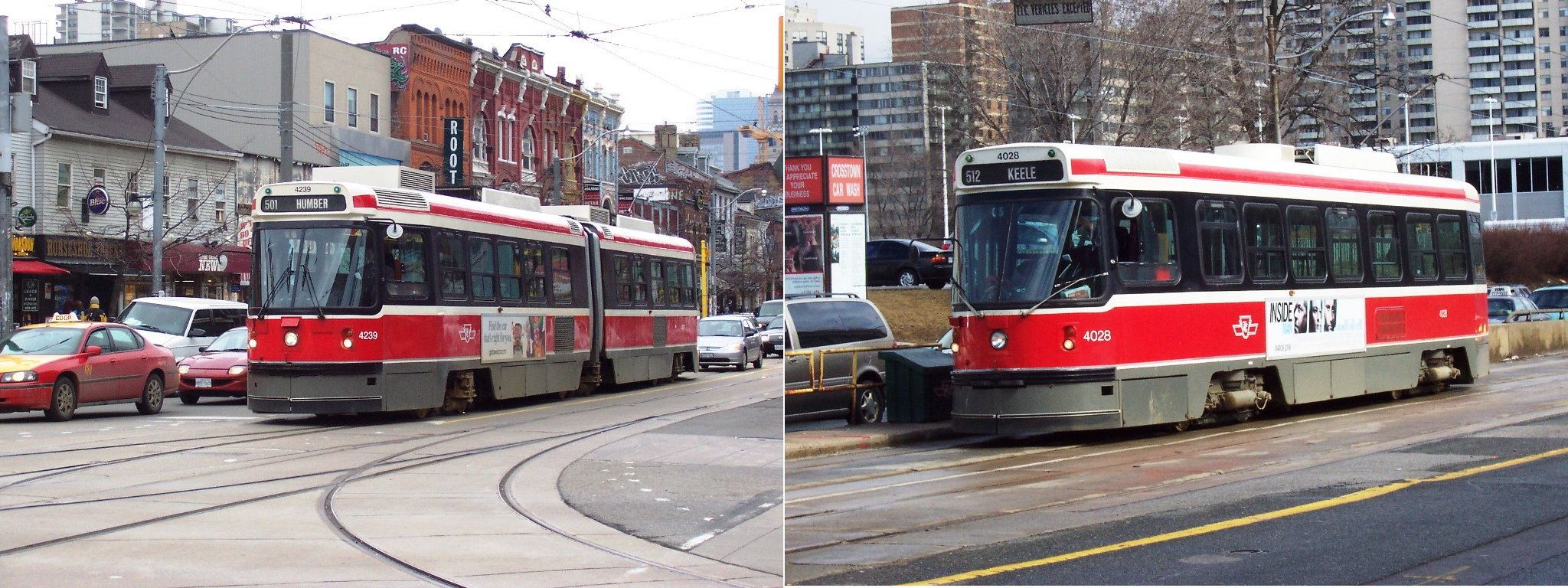
Vista externa de bondes de Toronto.

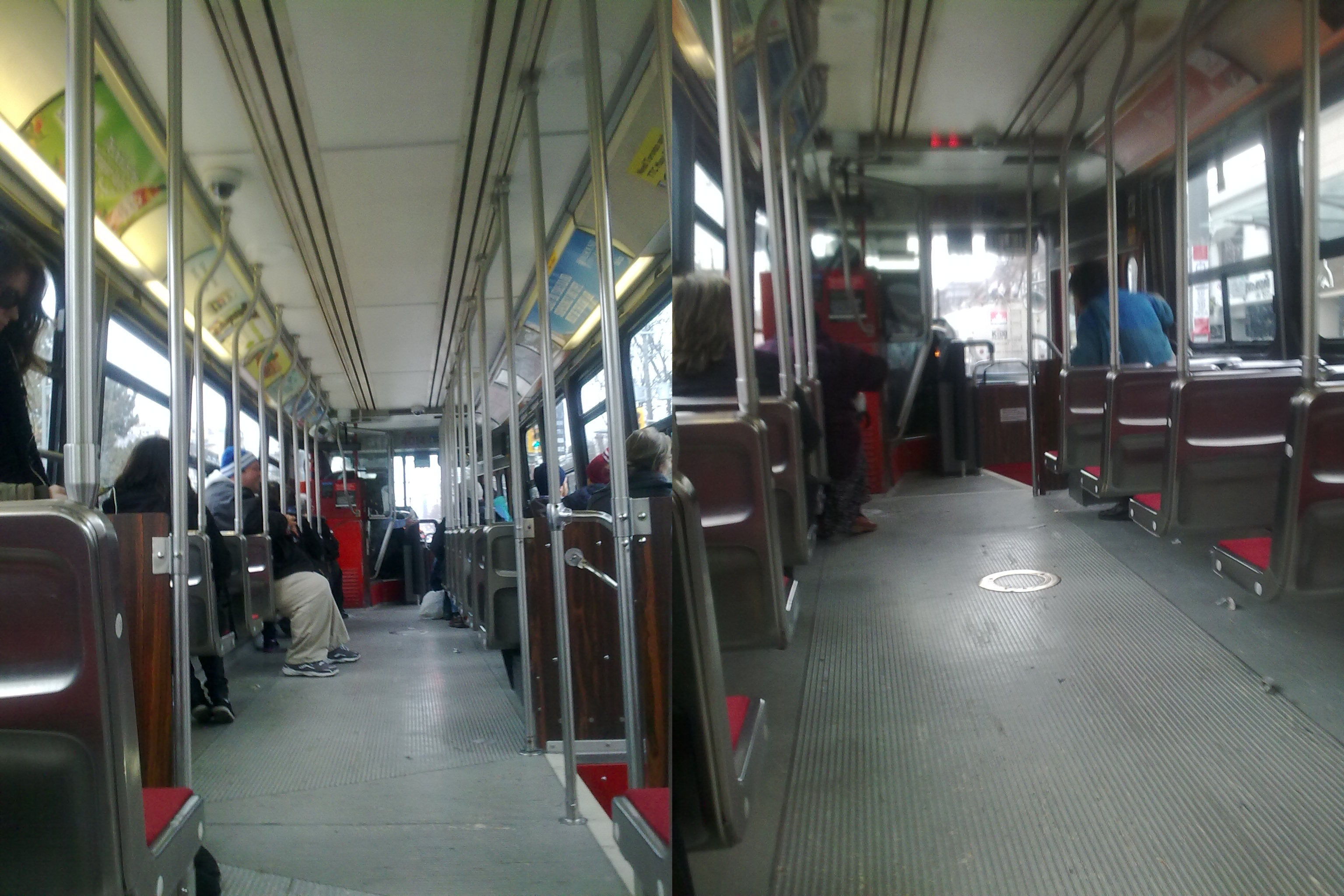
Interior de um bonde em Toronto.

O sistema de bondes de Toronto (Toronto streetcar system em inglês) compreende 10 rotas diferentes de bondes na cidade de Toronto, Ontário, Canadá, e é operateda pela Toronto Transit Commission (TTC), sendo o maior sistema do tipo nas Américas em termos de número de linhas, número de veículos e comprimento das rotas.

A maior parte da frota é concentrada no centro de Toronto, sendo que muitas das rotas datam do século XIX. Os bondes andam tanto em pavimentos próprios, como compartilham a mesma faixa com veículos convencionais.